# Saison 6 de Bienvenue chez les Loud
Chronologie
Saison 5 Saison 7
Cet article présente les épisodes de la sixième saison de la série télévisée d'animation américaine Bienvenue chez les Loud diffusée aux États-Unis du 11 mars 2022 au 16 mai 2023 sur Nickelodeon.
En France, la sixième saison est diffusée du 28 mai 2022 au 12 mai 2023 sur Nickelodeon France et rediffusée du 30 avril 2023 au 17 décembre 2023 sur Gulli.

## Production

### Développement
Le 9 septembre 2020, Nickelodeon annonce que la série est renouvelée pour une sixième saison.[réf. souhaitée]

### Diffusion
- États-Unis : Du 11 mars 2022 au 16 mai 2023 sur Nickelodeon.
- France : 
  - Du 28 mai 2022 au 12 mai 2023 sur Nickelodeon France.
  - Du 30 avril au 17 décembre 2023 sur Gulli.

## Épisodes

### Épisode 1:Opération cadeau
- États-Unis : 30 mai 2022 sur Nickelodeon
- France :
  - 28 mai 2022 sur Nickelodeon France
  - 30 avril 2023 sur Gulli

### Épisode 2:Le Rôle de sa vie
- États-Unis : 30 mai 2022 sur Nickelodeon
- France :
  - 28 mai 2022 sur Nickelodeon France
  - 30 avril 2023 sur Gulli

### Épisode 3:Ne t'en vas pas Clyde!
- États-Unis : 11 mars 2022 sur Nickelodeon
- France :
  - 4 juin 2022 sur Nickelodeon France
  - 14 mai 2023 sur Gulli

- Debra Wilson : Fleur Dupont

### Épisode 4:Coup double
- États-Unis : 11 mars 2022 sur Nickelodeon
- France :
  - 4 juin 2022 sur Nickelodeon France
  - 14 mai 2023 sur Gulli

### Épisode 5:Flip flirte
- États-Unis : 18 mars 2022 sur Nickelodeon
- France :
  - 11 juin 2022 sur Nickelodeon France
  - 21 mai 2023 sur Gulli

- Jodi Benson : Tammy Gobblesworth

### Épisode 6:Chasseurs de fantômes
- États-Unis : 18 mars 2022 sur Nickelodeon
- France :
  - 11 juin 2022 sur Nickelodeon France
  - 31 octobre 2023 sur Gulli

- Joey D'Auria : Buzz (1/2)

### Épisode 7:SOS Royal Woods!
- États-Unis : 1er juillet 2022 sur Nickelodeon
- France :
  - 31 octobre 2022 sur Nickelodeon France
  - 21 juin 2023 sur Gulli

- Yvette Nicole Brown : la maire Davis
- Christine Baranski : Joyce Crandall

### Épisode 8:Critiques chroniques
- États-Unis : 25 mars 2022 sur Nickelodeon
- France :
  - 5 octobre 2022 sur Nickelodeon France
  - 21 mai 2023 sur Gulli

### Épisode 9:Les Chaises musicales
- États-Unis : 25 mars 2022 sur Nickelodeon
- France :
  - 4 octobre 2022 sur Nickelodeon France
  - 28 mai 2023 sur Gulli

### Épisode 10:La Petite bête
- États-Unis : 1er avril 2022 sur Nickelodeon
- France :
  - 6 octobre 2022 sur Nickelodeon France
  - 28 mai 2023 sur Gulli

### Épisode 11:La Rage de vaincre
- États-Unis : 1er avril 2022 sur Nickelodeon
- France :
  - 7 octobre 2022 sur Nickelodeon France
  - 4 juin 2023 sur Gulli

### Épisode 12:Vol de scoops
- États-Unis : 8 avril 2022 sur Nickelodeon
- France :
  - 1er novembre 2022 sur Nickelodeon France
  - 4 juin 2023 sur Gulli

### Épisode 13:Une histoire de flou
- États-Unis : 8 avril 2022 sur Nickelodeon
- France :
  - 2 novembre 2022 sur Nickelodeon France
  - 11 juin 2023 sur Gulli

- Page Leong : Dr Tran

### Épisode 14:Piège en cuisine
- États-Unis : 15 avril 2022 sur Nickelodeon
- France :
  - 3 novembre 2022 sur Nickelodeon France
  - 11 juin 2023 sur Gulli

- James Arnold Taylor : Guy Gésier

### Épisode 15:En quête de banquette
- États-Unis : 15 avril 2022 sur Nickelodeon
- France :
  - 4 novembre 2022 sur Nickelodeon France
  - 18 juin 2023 sur Gulli

### Épisode 16:Pantin de secours
- États-Unis : 17 juin 2022 sur Nickelodeon
- France :
  - 7 novembre 2022 sur Nickelodeon France
  - 18 juin 2023 sur Gulli

### Épisode 17:Mauvaise conduite
- États-Unis : 17 juin 2022 sur Nickelodeon
- France :
  - 8 novembre 2022 sur Nickelodeon France
  - 25 juin 2023 sur Gulli

### Épisode 18:Campeur et sans reproche
- États-Unis : 10 juin 2022 sur Nickelodeon
- France :
  - 9 novembre 2022 sur Nickelodeon France
  - 25 juin 2023 sur Gulli

### Épisode 19:Pyjama blues
- États-Unis : 10 juin 2022 sur Nickelodeon
- France : 
  - 10 novembre 2022 sur Nickelodeon France
  - 2 juillet 2023 sur Gulli

### Épisode 20:Joyeux chat-nniversaire
- États-Unis : 24 juin 2022 sur Nickelodeon
- France :
  - 10 novembre 2022 sur Nickelodeon France
  - 2 juillet 2023 sur Gulli

### Épisode 21:Reine à tout prix
- États-Unis : 24 juin 2022 sur Nickelodeon
- France :
  - 14 novembre 2022 sur Nickelodeon France
  - 28 septembre 2023 sur Gulli

### Épisode 22:Le temps se gâte
- États-Unis : 3 juin 2022 sur Nickelodeon
- France : 
  - 20 novembre 2022 sur Nickelodeon France
  - 30 avril 2023 sur Gulli

### Épisode 23:Relevé en baisse
- États-Unis : 5 septembre 2022 sur Nickelodeon
- France :
  - 15 novembre 2022 sur Nickelodeon France
  - 10 septembre 2023 sur Gulli

### Épisode 24:Blagues et burgers
- États-Unis : 8 juillet 2022 sur Nickelodeon
- France :
  - 16 novembre 2022 sur Nickelodeon France
  - 17 septembre 2023 sur Gulli

### Épisode 25:Arrête ton cinéma
- États-Unis : 15 juillet 2022 sur Nickelodeon
- France :
  - 17 janvier 2023 sur Nickelodeon France
  - 24 septembre 2023 sur Gulli

### Épisode 26:Telle éprise qui croyait prendre
- États-Unis : 8 juillet 2022 sur Nickelodeon
- France :
  - 16 janvier 2023 sur Nickelodeon France
  - 1er octobre 2023 sur Gulli

### Épisode 27:Panique en boutique
- États-Unis : 15 juillet 2022 sur Nickelodeon
- France :
  - 19 janvier 2023 sur Nickelodeon France
  - 8 octobre 2023 sur Gulli

### Épisode 28:Les tracas du trac
- États-Unis : 5 septembre 2022 sur Nickelodeon
- France :
  - 18 janvier 2023 sur Nickelodeon France
  - 15 octobre 2023 sur Gulli

### Épisode 29:Hoquet'n'roll
- États-Unis : 29 juillet 2022 sur Nickelodeon
- France :
  - 20 janvier 2023 sur Nickelodeon France
  - 22 octobre 2023 sur Gulli

### Épisode 30:La croisière s'ennuie
- États-Unis : 5 août 2022 sur Nickelodeon
- France :
  - 23 janvier 2023 sur Nickelodeon France
  - 31 octobre 2023 sur Gulli

### Épisode 31:Pas très sport
- États-Unis : 9 septembre 2022 sur Nickelodeon
- France :
  - 25 janvier 2023 sur Nickelodeon France
  - 29 octobre 2023 sur Gulli

### Épisode 32:Championne malgré elle
- États-Unis : 9 septembre 2022 sur Nickelodeon
- France :
  - 24 janvier 2023 sur Nickelodeon France
  - 5 novembre 2023 sur Gulli

### Épisode 33:Perdue dans l'espace
- États-Unis : 16 septembre 2022 sur Nickelodeon
- France :
  - 27 janvier 2023 sur Nickelodeon France
  - 12 novembre 2023 sur Gulli

### Épisode 34:Chic et toc
- États-Unis : 16 septembre 2022 sur Nickelodeon
- France :
  - 26 janvier 2023 sur Nickelodeon France
  - 19 novembre 2023 sur Gulli

### Épisode 35:Orchidée mon amour
- États-Unis : 23 septembre 2022 sur Nickelodeon
- France :
  - 20 mars 2023 sur Nickelodeon France
  - 26 novembre 2023 sur Gulli

### Épisode 36:Le combat des chefs
- États-Unis : 23 septembre 2022 sur Nickelodeon
- France :
  - 21 mars 2023 sur Nickelodeon France
  - 3 décembre 2023 sur Gulli

- Izabella Alvarez (en) : Ronalda Anne Santiago dite « Ronnie-Anne » (1/2)
- Sonia Manzano (en) : Rosa Casagrande (1/2)

### Épisode 37:Le Cloud des Loud
- États-Unis : 30 septembre 2022 sur Nickelodeon
- France :
  - 22 mars 2023 sur Nickelodeon France
  - 10 décembre 2023 sur Gulli

### Épisode 38:Le garage de Lana
- États-Unis : 30 septembre 2022 sur Nickelodeon
- France :
  - 23 mars 2023 sur Nickelodeon France
  - 17 décembre 2023 sur Gulli

### Épisode 39:Le concours de la peur
- États-Unis : 21 octobre 2022 sur Nickelodeon
- France :
  - 29 octobre 2023 sur Nickelodeon France
  - 1er novembre 2023 sur Gulli

- Carlos PenaVega : Roberto Alejandro Martinez-Millan Luis Santiago Jr. dit « Bobby » (1/2)
- Izabella Alvarez (en) : Ronalda Anne Santiago dite « Ronnie-Anne » (2/2)
- Alex Cazares : Carlino Casagrande dit « Carl » (1/2)
- Roxana Ortega : Frida Puga Casagrande
- Sonia Manzano (en) : Rosa Casagrande (2/2)
- Ruben Garfias : Hector Casagrande
- Carlos Alazraqui : Carlos Casagrande / Sergio le perroquet (1/2)
- Alexa PenaVega : Carlota Casagrande (1/2)
- Jared Kozak : Carlos Jr. Casagrande dit « C.J. »
- Dee Bradley Baker : Lalo
- Joey D'Auria : Buzz (2/2)
- Daniel Dae Kim : Mr. Hong
- George Lopez : Ernesto Estrella

### Épisode 40:Le mystère Myrtille
- États-Unis : 25 décembre 2022 sur Nickelodeon
- France :
  - 24 mars 2023 sur Nickelodeon France
  - 29 octobre 2023 sur Gulli

- Jennifer Coolidge : Myrtille

### Épisode 41:L'ordre selon Lynn
- États-Unis : 25 décembre 2022 sur Nickelodeon
- France :
  - 27 mars 2023 sur Nickelodeon France
  - 4 novembre 2023 sur Gulli

### Épisode 42:La journée boule de neige
- États-Unis : 20 décembre 2022 sur Nickelodeon
- France :
  - 28 mars 2023 sur Nickelodeon France
  - 4 novembre 2023 sur Gulli

### Épisode 43:Faits d'hiver
- États-Unis : 20 décembre 2022 sur Nickelodeon
- France :
  - 29 mars 2023 sur Nickelodeon France
  - 5 novembre 2023 sur Gulli

### Épisode 44:Père et impair
- États-Unis : 8 mai 2023 sur Nickelodeon[N 1].
- France :
  - 8 mai 2023 sur Nickelodeon France
  - 11 novembre 2023 sur Gulli

- Carlos PenaVega : Roberto Alejandro Martinez-Millan Luis Santiago Jr. dit « Bobby » (2/2)

### Épisode 45:Mini Lily
- États-Unis : 9 mai 2023 sur Nickelodeon[N 1].
- France :
  - 9 mai 2023 sur Nickelodeon France
  - 11 novembre 2023 sur Gulli

### Épisode 46:Une stagiaire à la mode
- États-Unis : 10 mai 2023 sur Nickelodeon[N 2].
- France :
  - 10 mai 2023 sur Nickelodeon France
  - 12 novembre 2023 sur Gulli

- Alex Cazares : Carlino Casagrande dit « Carl » (2/2)
- Carlos Alazraqui : Sergio le perroquet (2/2)
- Alexa PenaVega : Carlota Casagrande (2/2)

### Épisode 47:Arnaque cinq étoiles
- États-Unis : 11 mai 2023 sur Nickelodeon[N 2].
- France :
  - 11 mai 2023 sur Nickelodeon France
  - 18 novembre 2023 sur Gulli

### Épisode 48:Le cas des casiers
- États-Unis : 15 mai 2023 sur Nickelodeon[N 3].
- France :
  - 12 mai 2023 sur Nickelodeon France
  - 18 novembre 2023 sur Gulli

### Épisode 49:L'amitié n'a pas d'odeur
- États-Unis : 15 mai 2023 sur Nickelodeon[N 3].
- France :
  - 12 mai 2023 sur Nickelodeon France
  - 19 novembre 2023 sur Gulli